# Manuel Tenenbaum
Manuel Tenenbaum (Montevideo, 1934 – Montevideo, 2 de febrero de 2016) fue un profesor, historiador, filántropo y activista judío uruguayo. Entre 1978 y 2007 fue director ejecutivo del Congreso Judío Latinoamericano, rama del Congreso Judío Mundial. Escribió numerosos libros y artículos sobre historia judía.

## Biografía
Nació en 1934 en Montevideo, Uruguay, y sus padres eran inmigrantes judíos de Polonia. Tras la invasión alemana de Polonia de 1939, casi todo el resto de su familia residente en Polonia murió víctima del antisemitismo fomentado y perpetrado por el nazismo que derivó en el Holocausto.
Como educador, fue profesor en secundaria y de seminario universitario, director de un liceo de enseñanza secundaria en Montevideo y también dirigió un instituto de formación para docentes judíos. Fue autor de varios libros y ensayos sobre historía judía.
Presidió el capítulo uruguayo de la B'nai B'rith entre 1972 y 1974, primer presidente del Consejo de la Juventud Judía Latinoamericana,  presidente del Comité Central Israelita del Uruguay entre 1976 y 1978 y director ejecutivo del Congreso Judío Latinoamericano, rama del Congreso Judío Mundial, entre 1978 y 2007.
Entre otros reconocimientos a su tarea, en mayo de 2005 recibió el premio AMIA.
Falleció el 1 de febrero de 2016 en Montevideo, a los 81 años. Fue sepultado en el cementerio Israelita de La Paz de la ciudad de La Paz, departamento de Canelones.

## Obras
- Sionismo: a cien años de Herzl (Organización Sionista del Uruguay, 2004)
- Talmud y derecho (Facultad de Derecho (Universidad de la República): Fundación de Cultura Universitaria, 2005)